# Pączkowce
Pączkowce, blastoidy (†Blastoidea) – gromada wymarłych szkarłupni (Echinodermata), żyjących od syluru do permu. Swój rozkwit osiągnęły w karbonie.
Pączkowce charakteryzowały się wyraźną pięciopromienną symetrią ciała. Kielich zbudowany był z 13 płytek (5 deltoidowych, 5 widełkowych i 3 bazalnych) i osadzony na łodydze. Na kielichu występowało 5 pasów ambulaklarnych zaopatrzonych w liczne cienkie brachiole. Cały kielich przypominał w kształcie pączek róży (stąd nazwa grupy). Na szczycie występował otwór gębowy otoczony 4 spirakulami i otworem odbytowym.
Były to organizmy wyłącznie morskie, prowadzące bentoniczny, osiadły tryb życia.